# Copa Colombia 2009
La Copa Colombia 2009 (conocida como Copa Postobón 2009 por motivos de patrocinio)  fue la séptima (7 a) edición del torneo nacional de Copa organizado por la División Mayor del Fútbol Colombiano que enfrenta a los clubes de las categorías Primera A y Primera B del fútbol profesional en Colombia. Comenzó el 4 de marzo, y terminó el 18 de noviembre. El campeón del torneo fue Santa Fe, quien venció en la final 5-4 por lanzamientos desde el punto penal (luego de empatar en el agregado 3-3) al Deportivo Pasto, ganando un cupo a la Copa Sudamericana 2010.

## Sistema de juego
Al igual que en la edición 2008, los 36 equipos afiliados a la División Mayor del Fútbol Colombiano (Dimayor) toman parte del torneo, divididos en seis grupos con igual número de equipos que se enfrentarán todos contra todos en 10 fechas. Al término de ellas, los dos primeros de cada grupo avanzan a la segunda fase. En el cual el campeón pasa a la fase de grupos como el mejor peor del grupo.
Después, entre los doce equipos clasificados habrá enfrentamientos directos. Seis saldrán eliminados, mientras los restantes buscarán tres cupos directos y el mejor segundo de los eliminados accederá como perdedor afortunado. Posteriormente los cuatro equipos se enfrentarán en semifinales y los vencedores disputarán la final del torneo.

## Equipos participantes
Estos son los equipos participantes para la edición de 2009 a partir de la fase de grupos regionales.
| Categoría Primera A | Categoría Primera A |
| --- | --- |
| - América de Cali - Atlético Huila - Atlético Nacional - Boyacá Chicó - Cúcuta Deportivo - Deportes Quindío - Deportes Tolima - Deportivo Cali - Deportivo Pasto | - Deportivo Pereira - Envigado F. C. - Independiente Medellín - Junior - La Equidad - Millonarios - Once Caldas - Real Cartagena - Santa Fe |

| Categoría Primera B | Categoría Primera B |
| --- | --- |
| - Academia F. C. - Alianza Petrolera - Atlético Bucaramanga - Atlético La Sabana - Barranquilla F. C. - Bogotá F. C. - Centauros - Cortuluá - Depor Aguablanca | - Deportes Palmira - Deportivo Rionegro - Expreso Rojo - Itagüí Ditaires - Juventud Soacha - Patriotas - Real Santander - Unión Magdalena - Valledupar F. C. |

## Resultados

### Fase de grupos regionales
Este es el sistema de grupos aprobado para la realización del torneo.

|  | Clasificado a la segunda fase. |
|  | Eliminado.                     |

#### Grupo A
Equipos pertenecientes a la Región Caribe.
| Equipo             | Pts | PJ | PG | PE | PP | GF | GC | DIF |
| ------------------ | --- | -- | -- | -- | -- | -- | -- | --- |
| Atlético La Sabana | 22  | 10 | 7  | 1  | 2  | 20 | 12 | 8   |
| Junior             | 21  | 10 | 6  | 3  | 1  | 18 | 7  | 11  |
| Barranquilla F. C. | 18  | 10 | 5  | 3  | 2  | 13 | 11 | 2   |
| Real Cartagena     | 11  | 10 | 3  | 2  | 5  | 13 | 15 | -2  |
| Valledupar F. C.   | 9   | 10 | 3  | 0  | 7  | 10 | 17 | -7  |
| Unión Magdalena    | 4   | 10 | 1  | 1  | 8  | 6  | 18 | -12 |

| Fecha        | Local        |     | Visitante    |            | Local     |              | Visitante    |     | Local        |     | Visitante    |
| ------------ | ------------ | --- | ------------ | ---------- | --------- | ------------ | ------------ | --- | ------------ | --- | ------------ |
| 4 de marzo   | Junior       | 2:0 | Magdalena    |            | Cartagena | 1:2          | La Sabana    |     | Valledupar   | 0:1 | Barranquilla |
| 11 de marzo  | Barranquilla | 1:1 | Cartagena    | Magdalena  | 2:1       | Valledupar   | La Sabana    | 1:1 | Junior       |     |              |
| 25 de marzo  | Junior       | 2:3 | Barranquilla | Valledupar | 3:0       | Cartagena    | Magdalena    | 1:2 | La Sabana    |     |              |
| 15 de abril  | Barranquilla | 1:1 | Magdalena    | Junior     | 2:0       | Cartagena    | Valledupar   | 3:2 | La Sabana    |     |              |
| 6 de mayo    | La Sabana    | 3:1 | Barranquilla | Junior     | 4:1       | Valledupar   | Magdalena    | 1:2 | Cartagena    |     |              |
| 20 de mayo   | Magdalena    | 1:2 | Junior       | La Sabana  | 2:0       | Cartagena    | Barranquilla | 1:0 | Valledupar   |     |              |
| 3 de junio   | Valledupar   | 1:0 | Magdalena    | Junior     | 3:0       | La Sabana    | Cartagena    | 2:3 | Barranquilla |     |              |
| 29 de julio  | La Sabana    | 2:0 | Magdalena    | Cartagena  | 2:0       | Valledupar   | Barranquilla | 0:0 | Junior       |     |              |
| 5 de agosto  | La Sabana    | 4:1 | Valledupar   | Magdalena  | 0:1       | Barranquilla | Cartagena    | 1:1 | Junior       |     |              |
| 12 de agosto | Barranquilla | 1:2 | La Sabana    | Cartagena  | 4:0       | Magdalena    | Valledupar   | 0:1 | Junior       |     |              |

#### Grupo B
Equipos pertenecientes a la Región Paisa.
| Equipo                 | Pts | PJ | PG | PE | PP | GF | GC | DF  |
| ---------------------- | --- | -- | -- | -- | -- | -- | -- | --- |
| Independiente Medellín | 19  | 10 | 5  | 4  | 1  | 17 | 8  | 9   |
| Atlético Nacional      | 15  | 10 | 3  | 6  | 1  | 15 | 10 | 5   |
| Once Caldas            | 15  | 10 | 4  | 3  | 3  | 10 | 8  | 2   |
| Itagüí Ditaires        | 13  | 10 | 4  | 1  | 5  | 12 | 13 | -1  |
| Envigado F. C.         | 13  | 10 | 4  | 1  | 5  | 10 | 15 | -5  |
| Deportivo Rionegro     | 6   | 10 | 1  | 3  | 6  | 4  | 14 | -10 |

| Fecha        | Local    |     | Visitante |          | Local    |          | Visitante |     | Local    |     | Visitante |
| ------------ | -------- | --- | --------- | -------- | -------- | -------- | --------- | --- | -------- | --- | --------- |
| 4 de marzo   | Itagüí   | 1:2 | Once      |          | Nacional | 1:1      | Envigado  |     | Rionegro | 0:0 | Medellín  |
| 11 de marzo  | Envigado | 2:1 | Rionegro  | Once     | 0:0      | Nacional | Medellín  | 3:1 | Itagüí   |     |           |
| 25 de marzo  | Itagüí   | 2:0 | Envigado  | Once     | 0:0      | Medellín | Nacional  | 0:0 | Rionegro |     |           |
| 15 de abril  | Envigado | 1:0 | Once      | Rionegro | 0:1      | Itagüí   | Nacional  | 3:3 | Medellín |     |           |
| 6 de mayo    | Itagüí   | 0:0 | Nacional  | Medellín | 2:1      | Envigado | Once      | 3:0 | Rionegro |     |           |
| 20 de mayo   | Once     | 1:0 | Itagüí    | Medellín | 2:0      | Rionegro | Envigado  | 0:3 | Nacional |     |           |
| 3 de junio   | Nacional | 3:1 | Once      | Itagüí   | 0:3      | Medellín | Rionegro  | 1:2 | Envigado |     |           |
| 29 de julio  | Rionegro | 1:1 | Nacional  | Medellín | 1:1      | Once     | Envigado  | 0:2 | Itagüí   |     |           |
| 5 de agosto  | Medellín | 2:0 | Nacional  | Once     | 2:1      | Envigado | Itagüí    | 3:0 | Rionegro |     |           |
| 12 de agosto | Envigado | 2:1 | Medellín  | Rionegro | 1:0      | Once     | Nacional  | 4:2 | Itagüí   |     |           |

#### Grupo C
Equipos pertenecientes a la Región de los Santanderes y Boyacá.
| Equipo               | Pts | PJ | PG | PE | PP | GF | GC | DIF |
| -------------------- | --- | -- | -- | -- | -- | -- | -- | --- |
| Cúcuta Deportivo     | 19  | 10 | 5  | 4  | 1  | 20 | 8  | 12  |
| Atlético Bucaramanga | 18  | 10 | 5  | 3  | 2  | 21 | 15 | 6   |
| Patriotas            | 17  | 10 | 5  | 2  | 3  | 13 | 11 | 2   |
| Boyacá Chicó         | 10  | 10 | 2  | 4  | 4  | 12 | 14 | -2  |
| Real Santander       | 10  | 10 | 3  | 1  | 6  | 14 | 17 | -3  |
| Alianza Petrolera    | 8   | 10 | 2  | 2  | 6  | 8  | 23 | -15 |

| Fecha        | Local       |     | Visitante   |             | Local     |             | Visitante   |     | Local       |     | Visitante |
| ------------ | ----------- | --- | ----------- | ----------- | --------- | ----------- | ----------- | --- | ----------- | --- | --------- |
| 4 de marzo   | Petrolera   | 2:1 | Bucaramanga |             | Santander | 2:0         | Patriotas   |     | Chicó       | 0:0 | Cúcuta    |
| 11 de marzo  | Cúcuta      | 1:1 | Santander   | Patriotas   | 2:1       | Petrolera   | Bucaramanga | 2:0 | Chicó       |     |           |
| 25 de marzo  | Petrolera   | 1:1 | Cúcuta      | Bucaramanga | 3:2       | Patriotas   | Chicó       | 1:0 | Santander   |     |           |
| 15 de abril  | Cúcuta      | 3:0 | Bucaramanga | Chicó       | 0:0       | Patriotas   | Santander   | 4:0 | Petrolera   |     |           |
| 6 de mayo    | Bucaramanga | 3:0 | Santander   | Petrolera   | 1:1       | Chicó       | Patriotas   | 4:2 | Cúcuta      |     |           |
| 20 de mayo   | Bucaramanga | 3:1 | Petrolera   | Patriotas   | 2:0       | Santander   | Cúcuta      | 4:0 | Chicó       |     |           |
| 3 de junio   | Chicó       | 2:2 | Bucaramanga | Petrolera   | 0:1       | Patriotas   | Santander   | 0:1 | Cúcuta      |     |           |
| 29 de julio  | Cúcuta      | 4:0 | Petrolera   | Santander   | 4:3       | Chicó       | Patriotas   | 1:1 | Bucaramanga |     |           |
| 5 de agosto  | Patriotas   | 1:0 | Chicó       | Bucaramanga | 2:2       | Cúcuta      | Petrolera   | 2:1 | Santander   |     |           |
| 12 de agosto | Cúcuta      | 2:0 | Patriotas   | Santander   | 2:4       | Bucaramanga | Chicó       | 5:0 | Petrolera   |     |           |

#### Grupo D
Equipos pertenecientes a Bogotá y Villavicencio.
| Equipo         | Pts | PJ | PG | PE | PP | GF | GC | DIF |
| -------------- | --- | -- | -- | -- | -- | -- | -- | --- |
| Millonarios    | 19  | 10 | 5  | 4  | 1  | 15 | 6  | 9   |
| Santa Fe       | 18  | 10 | 5  | 3  | 2  | 19 | 10 | 9   |
| La Equidad     | 16  | 10 | 4  | 4  | 2  | 12 | 10 | 2   |
| Academia F. C. | 10  | 10 | 2  | 4  | 4  | 11 | 17 | -6  |
| Centauros      | 9   | 10 | 2  | 3  | 5  | 7  | 13 | -6  |
| Bogotá F. C.   | 8   | 10 | 2  | 2  | 6  | 10 | 18 | -8  |

| Fecha        | Local       |     | Visitante |             | Local    |             | Visitante   |     | Local       |     | Visitante |
| ------------ | ----------- | --- | --------- | ----------- | -------- | ----------- | ----------- | --- | ----------- | --- | --------- |
| 4 de marzo   | Millonarios | 3:0 | Equidad   |             | Academia | 3:3         | Santa Fe    |     | Centauros   | 1:0 | Bogotá    |
| 11 de marzo  | Santa Fe    | 2:0 | Centauros | Bogotá      | 1:1      | Millonarios | Equidad     | 1:1 | Academia    |     |           |
| 25 de marzo  | Academia    | 3:2 | Bogotá    | Centauros   | 0:3      | Millonarios | Santa Fe    | 0:1 | Equidad     |     |           |
| 15 de abril  | Bogotá      | 0:4 | Santa Fe  | Centauros   | 0:1      | Equidad     | Millonarios | 0:1 | Academia    |     |           |
| 6 de mayo    | Academia    | 0:0 | Centauros | Santa Fe    | 0:1      | Millonarios | Equidad     | 2:0 | Bogotá      |     |           |
| 20 de mayo   | Santa Fe    | 2:1 | Academia  | Equidad     | 0:0      | Millonarios | Bogotá      | 2:0 | Centauros   |     |           |
| 3 de junio   | Centauros   | 1:1 | Santa Fe  | Academia    | 1:1      | Equidad     | Millonarios | 2:1 | Bogotá      |     |           |
| 29 de julio  | Millonarios | 1:1 | Centauros | Bogotá      | 2:1      | Academia    | Equidad     | 1:3 | Santa Fe    |     |           |
| 5 de agosto  | Equidad     | 3:0 | Centauros | Santa Fe    | 2:0      | Bogotá      | Academia    | 0:2 | Millonarios |     |           |
| 12 de agosto | Bogotá      | 2:2 | Equidad   | Millonarios | 2:2      | Santa Fe    | Centauros   | 4:0 | Academia    |     |           |

#### Grupo E
Equipos pertenecientes a la Región Pacífica.
| Equipo           | Pts | PJ | PG | PE | PP | GF | GC | DIF |
| ---------------- | --- | -- | -- | -- | -- | -- | -- | --- |
| Deportes Quindío | 18  | 10 | 5  | 3  | 2  | 13 | 9  | 4   |
| Deportivo Pasto  | 17  | 10 | 5  | 2  | 3  | 17 | 12 | 5   |
| Deportivo Cali   | 14  | 10 | 4  | 2  | 4  | 12 | 15 | -3  |
| Depor F. C.      | 12  | 10 | 2  | 6  | 2  | 8  | 9  | -1  |
| Cortuluá         | 10  | 10 | 2  | 4  | 4  | 9  | 11 | -2  |
| América de Cali  | 9   | 10 | 2  | 3  | 5  | 9  | 12 | -3  |

| Fecha        | Local    |     | Visitante |          | Local   |         | Visitante |     | Local    |     | Visitante |
| ------------ | -------- | --- | --------- | -------- | ------- | ------- | --------- | --- | -------- | --- | --------- |
| 4 de marzo   | Pasto    | 1:0 | Cali      |          | América | 0:0     | Depor     |     | Quindío  | 0:0 | Cortuluá  |
| 11 de marzo  | Quindio  | 2:1 | América   | Depor    | 2:0     | Pasto   | Cali      | 3:2 | Cortuluá |     |           |
| 25 de marzo  | Pasto    | 1:1 | Quindio   | Cortuluá | 0:0     | América | Cali      | 1:1 | Depor    |     |           |
| 15 de abril  | Quindío  | 2:0 | Cali      | Cortuluá | 1:1     | Depor   | América   | 1:2 | Pasto    |     |           |
| 6 de mayo    | Pasto    | 2:1 | Cortuluá  | Depor    | 2:2     | Quindío | Cali      | 0:3 | América  |     |           |
| 20 de mayo   | Cali     | 3:2 | Pasto     | Depor    | 0:0     | América | Cortuluá  | 1:0 | Quindío  |     |           |
| 3 de junio   | Cortuluá | 1:2 | Cali      | Pasto    | 3:0     | Depor   | América   | 2:1 | Quindío  |     |           |
| 29 de julio  | América  | 0:1 | Cortuluá  | Depor    | 0:0     | Cali    | Quindío   | 3:2 | Pasto    |     |           |
| 5 de agosto  | Depor    | 2:1 | Cortuluá  | Cali     | 0:1     | Quindío | Pasto     | 3:0 | América  |     |           |
| 12 de agosto | Quindío  | 1:0 | Depor     | América  | 2:3     | Cali    | Cortuluá  | 1:1 | Pasto    |     |           |

#### Grupo F
Equipos pertenecientes a Cundinamarca y el occidente del país.
| Equipo            | Pts | PJ | PG | PE | PP | GF | GC | DIF |
| ----------------- | --- | -- | -- | -- | -- | -- | -- | --- |
| Atlético Huila    | 20  | 10 | 6  | 2  | 2  | 15 | 10 | 5   |
| Expreso Rojo      | 18  | 10 | 5  | 3  | 2  | 12 | 9  | 3   |
| Deportivo Pereira | 16  | 10 | 4  | 4  | 2  | 21 | 13 | 8   |
| Juventud Soacha   | 11  | 10 | 3  | 2  | 5  | 13 | 18 | -5  |
| Deportes Palmira  | 10  | 10 | 3  | 3  | 4  | 11 | 14 | -3  |
| Deportes Tolima   | 5   | 10 | 1  | 2  | 7  | 5  | 13 | -8  |

| Fecha        | Local    |     | Visitante |          | Local |          | Visitante |     | Local   |     | Visitante |
| ------------ | -------- | --- | --------- | -------- | ----- | -------- | --------- | --- | ------- | --- | --------- |
| 4 de marzo   | Palmira  | 1:1 | Juventud  |          | Huila | 1:0      | Expreso   |     | Pereira | 1:1 | Tolima    |
| 4 de marzo   | Juventud | 0:1 | Huila     | Expreso  | 3:2   | Pereira  | Tolima    | 0:1 | Palmira |     |           |
| 25 de marzo  | Juventud | 1:1 | Tolima    | Huila    | 1:1   | Pereira  | Palmira   | 1:2 | Expreso |     |           |
| 15 de abril  | Expreso  | 2:1 | Juventud  | Huila    | 3:0   | Tolima   | Pereira   | 3:1 | Palmira |     |           |
| 6 de mayo    | Palmira  | 2:0 | Huila     | Tolima   | 2:1   | Expreso  | Juventud  | 5:3 | Pereira |     |           |
| 20 de mayo   | Juventud | 1:0 | Palmira   | Tolima   | 0:1   | Pereira  | Expreso   | 0:0 | Huila   |     |           |
| 3 de junio   | Huila    | 3:2 | Juventud  | Palmira  | 2:1   | Tolima   | Pereira   | 0:0 | Expreso |     |           |
| 29 de julio  | Pereira  | 4:1 | Huila     | Tolima   | 0:1   | Juventud | Expreso   | 2:2 | Palmira |     |           |
| 5 de agosto  | Tolima   | 0:1 | Huila     | Juventud | 0:1   | Expreso  | Palmira   | 0:0 | Pereira |     |           |
| 12 de agosto | Expreso  | 1:0 | Tolima    | Pereira  | 6:1   | Juventud | Huila     | 4:1 | Palmira |     |           |

### Segunda fase
| Serie | Fecha        | Local       |     | Visitante   | Fecha           | Local       |     | Visitante   |
| ----- | ------------ | ----------- | --- | ----------- | --------------- | ----------- | --- | ----------- |
| 1     | 26 de agosto | Nacional    | 4:1 | La Sabana   | 2 de septiembre | La Sabana   | 1:3 | Nacional    |
| 2     | 26 de agosto | Junior      | 2:1 | Medellín    | 8 de septiembre | Medellín    | 1:0 | Junior      |
| 3     | 26 de agosto | Santa Fe    | 4:0 | Cúcuta      | 2 de septiembre | Cúcuta      | 5:1 | Santa Fe    |
| 4     | 26 de agosto | Bucaramanga | 3:1 | Millonarios | 2 de septiembre | Millonarios | 0:1 | Bucaramanga |
| 5     | 26 de agosto | Expreso     | 0:0 | Quindío     | 2 de septiembre | Quindío     | 3:0 | Expreso     |
| 6     | 26 de agosto | Pasto       | 1:0 | Huila       | 2 de septiembre | Huila       | 2:1 | Pasto       |

### Tercera fase
Los tres vencedores de las series y el perdedor afortunado por mayor puntaje, clasificarán a las semifinales.
| Serie | Fecha            | Local    |     | Visitante   | Fecha            | Local       |     | Visitante |
| ----- | ---------------- | -------- | --- | ----------- | ---------------- | ----------- | --- | --------- |
| A     | 16 de septiembre | Quindío  | 0:0 | Junior      | 23 de septiembre | Junior      | 2:2 | Quindío   |
| B     | 16 de septiembre | Nacional | 2:0 | Bucaramanga | 23 de septiembre | Bucaramanga | 1:0 | Nacional  |
| C     | 16 de septiembre | Pasto    | 3:1 | Santa Fe    | 23 de septiembre | Santa Fe    | 2:1 | Pasto     |

### Semifinales
| Serie | Fecha         | Local    |     | Visitante | Fecha          | Local    |     | Visitante |
| ----- | ------------- | -------- | --- | --------- | -------------- | -------- | --- | --------- |
| F-1   | 28 de octubre | Pasto    | 3:1 | Junior    | 4 de noviembre | Junior   | 1:2 | Pasto     |
| F-2   | 28 de octubre | Nacional | 2:1 | Santa Fe  | 4 de noviembre | Santa Fe | 3:2 | Nacional  |

### Final
| 11 de noviembre de 2009 | Deportivo Pasto                           | 2:1 (0:0) | Santa Fe    | Estadio Departamental Libertad, Pasto |                            |
| 20:00                   | Rodríguez 54' · H. Centurión 90+3' (pen.) | Reporte   | Anchico 84' | Árbitro(s): José Luis Niño            | Árbitro(s): José Luis Niño |

| 18 de noviembre de 2009 | Santa Fe                                                                         | 2:1 (0:1) (2:1 p.)         | Deportivo Pasto                                                                            | Estadio El Campín, Bogotá                                     |                                                               |
| 20:00                   | Pérez 54', 88' (pen.)                                                            | Reporte                    | Castro 44'                                                                                 | Asistencia: 46.000 espectadores Árbitro(s): Francisco Peñuela | Asistencia: 46.000 espectadores Árbitro(s): Francisco Peñuela |
|                         |                                                                                  | Tiros desde el punto penal |                                                                                            |                                                               |                                                               |
|                         | Valdés · Quintero · M. González · Pérez · Anchico · Seijas · A. González · Gómez |                            | H. Centurión · Madera · Rodríguez · Mosquera · G. Centurión · Villamil · Mesa · Altamirano |                                                               |                                                               |

|                                           |
| Bandera de Colombia                       |
| Campeón Independiente Santa Fe 2.º título |

## Estadísticas

### Tabla general
| Equipo | Equipo                 | Pts | PJ | PG | PE | PP | GF | GC | Dif | Rend  |
| ------ | ---------------------- | --- | -- | -- | -- | -- | -- | -- | --- | ----- |
| 1      | Santa Fe               | 30  | 18 | 9  | 3  | 6  | 34 | 26 | 8   | 55.6% |
| 2      | Deportivo Pasto        | 32  | 18 | 10 | 2  | 6  | 31 | 22 | 9   | 59.3% |
| 3      | Atlético Nacional      | 27  | 16 | 7  | 6  | 3  | 28 | 17 | 11  | 56.3% |
| 4      | Junior                 | 26  | 16 | 7  | 5  | 4  | 24 | 16 | 8   | 54.2% |
| 5      | Atlético Bucaramanga   | 27  | 14 | 8  | 3  | 3  | 26 | 18 | 8   | 64.3% |
| 6      | Deportes Quindío       | 24  | 14 | 6  | 6  | 2  | 18 | 11 | 7   | 57.1% |
| 7      | Atlético Huila         | 23  | 12 | 7  | 2  | 3  | 17 | 12 | 5   | 63.9% |
| 8      | Cúcuta Deportivo       | 22  | 12 | 6  | 4  | 2  | 25 | 13 | 12  | 61.1% |
| 9      | Independiente Medellín | 22  | 12 | 6  | 4  | 2  | 19 | 10 | 9   | 61.1% |
| 10     | Atlético La Sabana     | 22  | 12 | 7  | 1  | 4  | 22 | 19 | 3   | 61.1% |
| 11     | Millonarios            | 19  | 12 | 5  | 4  | 3  | 16 | 10 | 6   | 52.8% |
| 12     | Expreso Rojo           | 19  | 12 | 5  | 4  | 3  | 12 | 12 | 0   | 52.8% |
| 13     | Barranquilla F. C.     | 18  | 10 | 5  | 3  | 2  | 13 | 11 | 2   | 60.0% |
| 14     | Patriotas              | 17  | 10 | 5  | 2  | 3  | 13 | 11 | 2   | 56.7% |
| 15     | Deportivo Pereira      | 16  | 10 | 4  | 4  | 2  | 21 | 13 | 8   | 53.3% |
| 16     | La Equidad             | 16  | 10 | 4  | 4  | 2  | 12 | 10 | 2   | 53.3% |
| 17     | Once Caldas            | 15  | 10 | 4  | 3  | 3  | 10 | 8  | 2   | 50.0% |
| 18     | Deportivo Cali         | 14  | 10 | 4  | 2  | 4  | 12 | 15 | -3  | 46.7% |
| 19     | Itagüí Ditaires        | 13  | 10 | 4  | 1  | 5  | 12 | 13 | -1  | 43.3% |
| 20     | Envigado F. C.         | 13  | 10 | 4  | 1  | 5  | 10 | 15 | -5  | 43.3% |
| 21     | Depor F. C.            | 12  | 10 | 2  | 6  | 2  | 8  | 9  | -1  | 40.0% |
| 22     | Deportes Palmira       | 12  | 10 | 3  | 3  | 4  | 11 | 14 | -3  | 40.0% |
| 23     | Real Cartagena         | 11  | 10 | 3  | 2  | 5  | 13 | 15 | -2  | 36.6% |
| 24     | Juventud Soacha        | 11  | 10 | 3  | 2  | 5  | 13 | 18 | -5  | 36.6% |
| 25     | Boyacá Chicó           | 10  | 10 | 2  | 4  | 4  | 12 | 14 | -2  | 33.3% |
| 26     | Cortuluá               | 10  | 10 | 2  | 4  | 4  | 9  | 11 | -2  | 33.3% |
| 27     | Real Santander         | 10  | 10 | 3  | 1  | 6  | 14 | 17 | -3  | 33.3% |
| 28     | Academia F. C.         | 10  | 10 | 2  | 4  | 4  | 11 | 17 | -6  | 33.3% |
| 29     | América de Cali        | 9   | 10 | 2  | 3  | 5  | 9  | 12 | -3  | 30.0% |
| 30     | Valledupar F. C.       | 9   | 10 | 3  | 0  | 7  | 10 | 17 | -7  | 30.0% |
| 31     | Centauros              | 9   | 10 | 2  | 3  | 5  | 7  | 13 | -6  | 30.0% |
| 32     | Bogotá F. C.           | 8   | 10 | 2  | 2  | 6  | 10 | 18 | -8  | 26.7% |
| 33     | Alianza Petrolera      | 8   | 10 | 2  | 2  | 6  | 8  | 23 | -15 | 26.7% |
| 34     | Deportivo Rionegro     | 6   | 10 | 1  | 3  | 6  | 4  | 14 | 10  | 20.0% |
| 35     | Deportes Tolima        | 5   | 10 | 1  | 2  | 7  | 5  | 13 | -8  | 16.7% |
| 36     | Unión Magdalena        | 4   | 10 | 1  | 1  | 8  | 6  | 18 | -12 | 13.3% |

## Goleadores
- A continuación se listan los goleadores del torneo.[21]

| Jugador              | Equipo                 | Goles |
| -------------------- | ---------------------- | ----- |
| Carlos Bacca         | Junior                 | 11    |
| Jorge Enrique Vargas | Atlético La Sabana     | 7     |
| Hugo Pablo Centurión | Deportivo Pasto        | 6     |
| Víctor Guazá Lucumí  | Atlético Huila         | 5     |
| Ayron del Valle      | Independiente Medellín | 5     |
| Luis Carlos Arias    | Independiente Medellín | 5     |
| Daniel Néculman      | Santa Fe               | 5     |
| Fernando Oliveira    | La Equidad             | 5     |
| Giovanni Moreno      | Atlético Nacional      | 5     |